# Opilioacaridae
Die Opilioacaridae sind eine Familie der Milben mit urtümlichem Körperbau, die in eine eigene Ordnung Opilioacarida (synonym: Notostigmata, Opilioacariformes) gestellt werden. Die Familie umfasst sechs Gattungen mit etwa 20 bekannten Arten.  

## Merkmale
Es handelt sich um weichhäutige Milben von etwa 1 bis 2,5 mm Körperlänge (ohne Beine). Sie ähneln bei oberflächlicher Betrachtung kleinen Weberknechten (Opiliones), worauf auch die Namensgebung Bezug nimmt. Der Körper ist bei Betrachtung von oben (dorsal) undeutlich in Prosoma und Opisthosoma gegliedert, das Prodorsum bildet eine abgeschnürt erscheinende Platte. Die Segmentierung des Opisthosomas ist durch Furchen in der Körperoberfläche und Zeichnung deutlich erkennbar. Das Opisthosoma besteht aus 12 Segmenten (plus einem Analtuberkel, dessen segmentale Natur nicht eindeutig ist). Die segmentale Natur zeigt sich allerdings nicht in der Kutikula, die durchgehend und glatt und nicht in Platten (Sklerite) gegliedert ist. Sie ist flexibel, aber sehr stabil gebaut. Auf dem Prosoma sitzen seitlich (lateral) zwei, bei einer Gattung (und einer nur fossil bekannten Art) drei Augenpaare, die jeweils eine eng beieinander liegende Gruppe ausbilden. Der vordere, die Mundwerkzeuge tragende Körperabschnitt, das Gnathosoma, trägt zwei dreigliedrige, lange Cheliceren, die vorn in eine echte Schere (Chela) enden. Die Hüften (Coxae) der Taster (Pedipalpen) bilden kauende Mundwerkzeuge. Seitlich am Kopf liegen sehr stark vergrößerte und umgewandelte, auffallende Borsten, die als Rutellum bezeichnet werden. Am übrigen Körper sitzen zahlreiche, teilweise spatelförmig verbreiterte Borsten, deren Lage und Ausbildung, wie bei den Milben üblich, von hohem taxonomischen Wert ist. Beine und Taster sind langgestreckt, die Palpen bestehen aus sechs, die Beine aus sieben Segmenten. Das erste Beinpaar ist stark verlängert, es wird nicht zum Laufen verwendet, sondern dient als Sinnesorgan. An der Spitze der Beine sitzen zwei Krallen und ein Haftpolster.
Die Tiere sind im lebenden Zustand deutlich farbig gezeichnet, vielfach mit geringelten Beinen, wobei grüne und blaue Farbtöne verbreitet sind, die Grundfarbe ist eher gelblich oder braun. Die Farbe kommt nur teilweise durch Pigmente in der Kutikula zustande, wichtiger sind Pigmentkörnchen im unterliegenden Gewebe.
Weibliche Opilioacaridae tragen einen kurzen Ovipositor (Legeröhre).

## Entwicklung
Opilioacarida entwickeln sich mit insgesamt fünf präimaginalen Stadien. Aus dem Ei schlüpft eine Prälarve, die sich in eine Larve umwandelt, beide haben sechs Beine. Die folgenden Stadien, als Proto-, Deuto- und Tritonymphe bezeichnet, besitzen wie die Adulti acht Beine.

## Ökologie
Die Tiere haben eine relativ unspezialisierte Ernährungsweise, wobei nur feste Nahrung aufgenommen wird. Für eine Ernährung als Räuber gibt es nur wenige Hinweise. Bedeutsam scheint vor allem eine saprophage Ernährung, vor allem von toten Arthropoden, zu sein. Daneben nehmen die Tiere zumindest zeitweise viel Pollen als Nahrung auf.
Man findet Opilioacaridae in ihren Lebensräumen immer nur sehr selten und vereinzelt. Die meisten Tiere wurden beim Umdrehen von Steinen gefunden, vermutlich sind sie nachtaktiv und nachts am Boden oder in der Vegetation umherlaufend zu finden. Opilioacaridae leben ausschließlich in warmen Regionen der Tropen und Subtropen, überwiegend in recht trockenen (ariden) Lebensräumen.

## Verbreitung
Die Tiere sind in tropischen und subtropischen Breiten wohl weltweit verbreitet, wobei das Verbreitungsgebiet der einzelnen Arten recht klein sein kann. Die meisten Arten sind aus der südlichen Mittelmeerregion bekannt, z. B. auch aus Süditalien. In Amerika sind zwei Gattungen verbreitet, südlich bis nach Argentinien, nördlich bis in den Wüstengürtel der USA. Aus Australien ist bisher nur eine Art beschrieben.

## Systematik
Die Stellung der Opilioacaridae im System der Spinnentiere war lange Zeit umstritten. Die Tiere weisen vor allem anatomisch urtümliche (plesiomorphe) Merkmale auf, die bei anderen Unterklassen der Spinnentiere verbreitet sind, bei den Milben aber auf diese eine Gruppe beschränkt bleiben. Traditionell wurden sie als unabhängige Stammlinie zwischen die beiden großen Überordnungen Acariformes (oder Actinotrichida) und Parasitiformes (oder Anactinotrichida) gestellt. Inzwischen hat sich ihre Einbeziehung in die Parasitiformes durchgesetzt. Sie bilden im System dabei die basalste Abzweigung mit allen anderen Parasitiformes als Schwestergruppe.
Innerhalb der Familie Opilioacaridae werden folgende Gattungen unterschieden:
- Opilioacarus (artenreichste Gattung, eurasiatisch)
- Neoacarus (in Amerika), oft als Untergattung von Opilioacarus betrachtet.
- Panchaetes
- Paracarus (einzige rezente Gattung mit sechs Augen)
- Adenacarus
- Caribeacarus